# Leukofillit

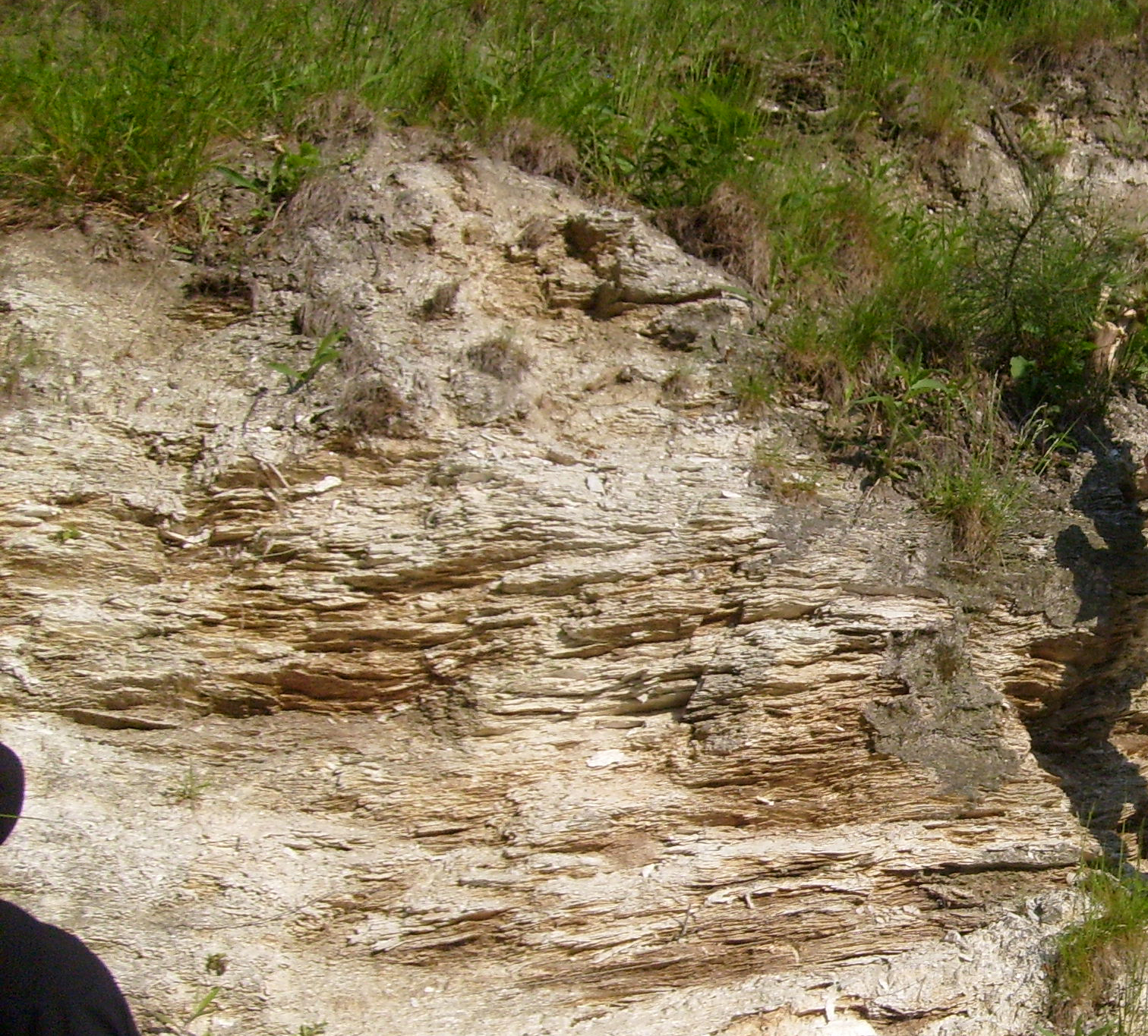
Leukofillit kibúvás Sopronban, az Ady Endre utcában

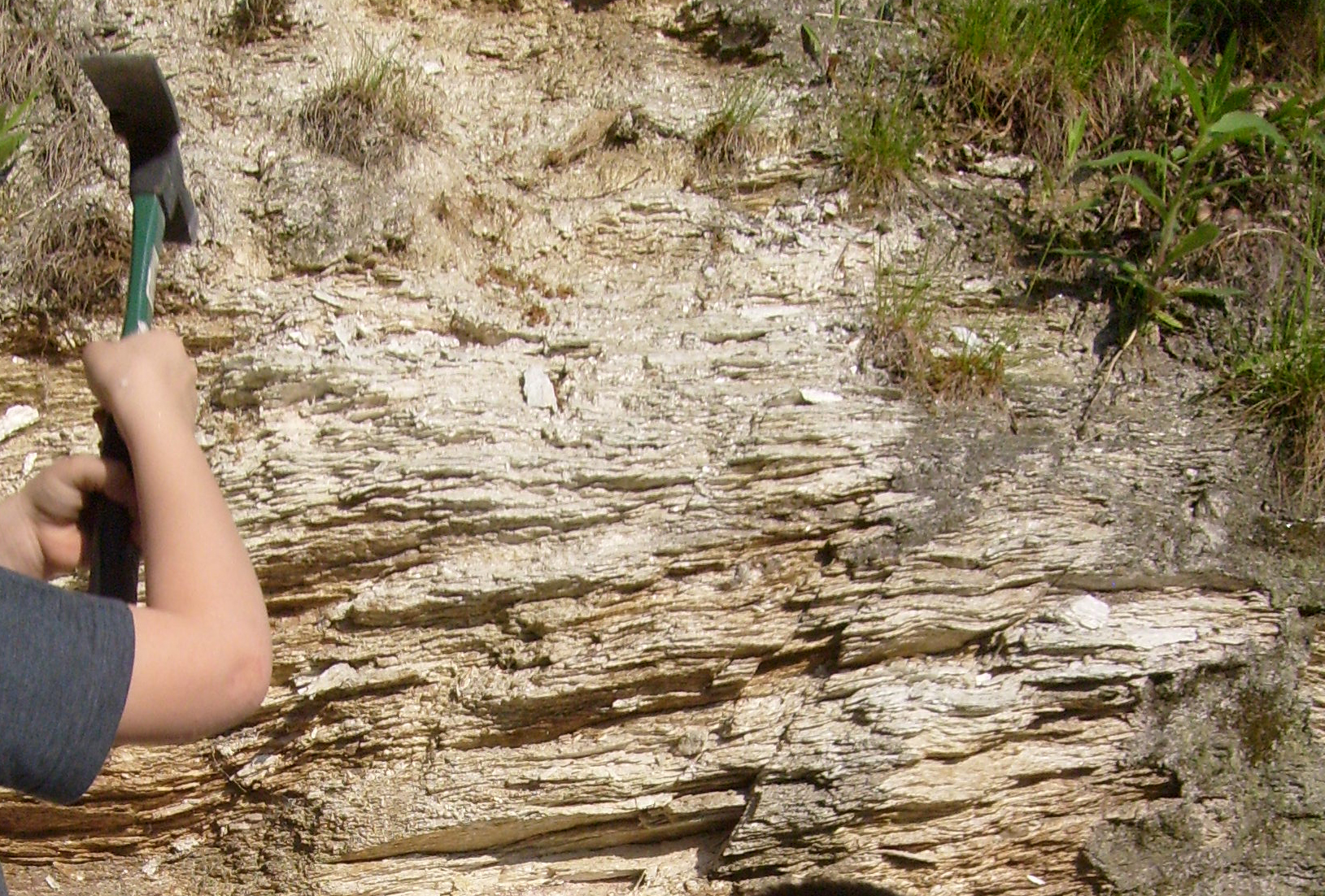
Leukofillites kibúvás

A leukofillit metamorf kőzet. Neve a leukosz- (λευκός = fehér) és a -phüllon (φύλλον = pikkely, lap, réteg) szavak összetételéből származik és jellegzetes megjelenésére utal, valamint megkülönbözteti a fillittől, amely sötétebb szürke színű. A leukofillit fehér vagy fehéres, néha aranylóan sárgás, selymes fényű, sima tapintású. Palás szerkezetű, a palarétegek egészen vékonyak, ezért úgy tűnik, mintha pikkelyes, leveles lenne.
Keletkezése szerint epimetamorfit, vagyis a metamorfitok képződésének felső övezetébe tartozik, ahol nagy irányított nyomás és viszonylag kis hőmérséklet mellett alakul ki. A leukofillit a metamorf fáciesre utal, mivel adott összetételű kőzetből, adott hőmérsékleten és nyomáson a kémiai egyensúly elérésekor csak egy meghatározott ásványtársulás keletkezhet. A fillitfélék általában agyag, márga, mészmárga (mészfillitek) vagy homokos-agyagos kőzetekből (kvarcfillitek) keletkeznek.

## Magyarországi előfordulása
Magyarországon igen ritka, a soproni gneisz formációban fordul elő muszkovitpala és gneisz kíséretében. Itt alaphegységi képződmény, a soproni kristályos pala pászta paleozoikumi metamorfitjaiban. A soproni leukofillitre a magas leuchtenbergit-tartalom jellemző, azaz magnéziumban gazdag. Eredeti anyaga ópaleozoikumi, esetleg proterozoikumi üledék. A karbonban herciniai orogén során a rétegek közé gránit nyomult, amely ma a gneiszet alkotja, ugyanekkor már nyomás alá is kerülhetett az üledék. A fő metamorfózis azonban a középső- és felső triász alpi orogén fázisában zajlott a Tethys-óceán bezáródásával párhuzamosan. Első lépésben muszkovitos csillámpalává alakult, majd magnéziumos metaszomatózis és diaftorézis következtében a muszkovit-tartalom részleges leuchtenbergitté alakulásával jött létre a leukofillit. A leuchtenbergit a klinoklor ásványok közé tartozik, annak vasmentes, fehér változata. A rétegszilikátok kloritcsoportjának monoklin rendszerű ásványa. Képlete: (Mg,Fe2+)5Al(Si3Al)O10(OH)8, azaz magnézium-vas-alumínium-hidroxid-alumino-szilikát.
A közelben található diszténes-leuchtenbergites kvarcitok, valamint a csillámpalák és amfibolitok ortometamorf eredetűek, míg a leukofillit a tektonitek közé tartozik a retrográd hatásoknak alávetett kőzettípusokkal együtt.